# Nouméa (stad)
Nouméa is de hoofdstad van het overzeese Franse gebied Nieuw-Caledonië. Het ligt op een schiereiland in het zuiden van het belangrijkste eiland Grande Terre. Het heeft een inwoneraantal van 94.285 (2019) voornamelijk bestaand uit Europeanen, Polynesiërs, Indonesiërs en Vietnamezen. Het grootstedelijk gebied waarin de stad en
gemeente ligt, de agglomération du Grand Nouméa met de gemeenten Le Mont-Dore, Dumbéa en Païta, telt 179.509 inwoners. Het is een van de snelst groeiende steden van het Stille Oceaangebied.
Bij de stichting in 1854 heette de stad Port-de-France. De naamswijziging naar Nouméa dateert van 1866.
De stad ligt aan een beschermde natuurlijke diepwaterhaven die dienst doet als de belangrijkste haven voor Nieuw-Caledonië. Van 1914 tot 1940 was in de stad een van de twee terminussen van de spoorweg Nouméa-Païta gelegen, een 29 km lange spoorlijn en de enige die ooit in Nieuw-Caledonië werd aangelegd. De stad wordt bediend door twee luchthavens, de Aéroport de Nouméa - La Tontouta in Païta, zo'n 50 km ten noordwesten van het stadscentrum waar internationale vluchten landen en opstijgen en de Aéroport de Nouméa Magenta, de regionale luchthaven drie km ten noordoosten van het stadscentrum.
Tijdens de Tweede Wereldoorlog diende Nouméa als het hoofdkwartier van het Amerikaanse leger in de Stille Zuidzee. Het vijfzijdige bouwwerk van het Amerikaanse militaire hoofdkwartier werd na de oorlog herbruikt als coördinatiecentrum van de nieuwe regionale intergouvernementele ontwikkelingsorganisatie: de South Pacific Commission, later bekend als het secretariaat van de Pacific Community.
Van 1977 tot 2002 werd er onregelmatig de Zesdaagse van Nouméa georganiseerd, een wielerwedstrijd waardoor de latere olympisch kampioen Laurent Gané met baanwielrennen in aanraking kwam.
De Universiteit van Nieuw-Caledonië (UNC) gaat terug tot 1987 toen de Université Française du Pacifique (Franse universiteit van de Stille Oceaan) werd opgericht, met twee centra, een in Frans-Polynesië en de andere in Nieuw-Caledonië. In 1997 werd besloten om de twee delen op te splitsen in afzonderlijke universiteiten en zo werden in 1999 de Université de la Nouvelle Calédonie en de Université de la Polynésie Française gevormd.

## Geboren
- Francis Carco (1886-1958), schrijver
- Antoine Kombouaré (1963), voetballer
- Christian Cévaër (1970), golfer
- Laurent Gané (1973), wielrenner
- Robert Sassone (1978-2016), wielrenner
- Frédéric Piquionne (1978), voetballer
- Diane Bui Duyet (1979), zwemster
- Lara Grangeon (1991), zwemster

## Partnersteden
- Gold Coast (Australië), sinds 1992

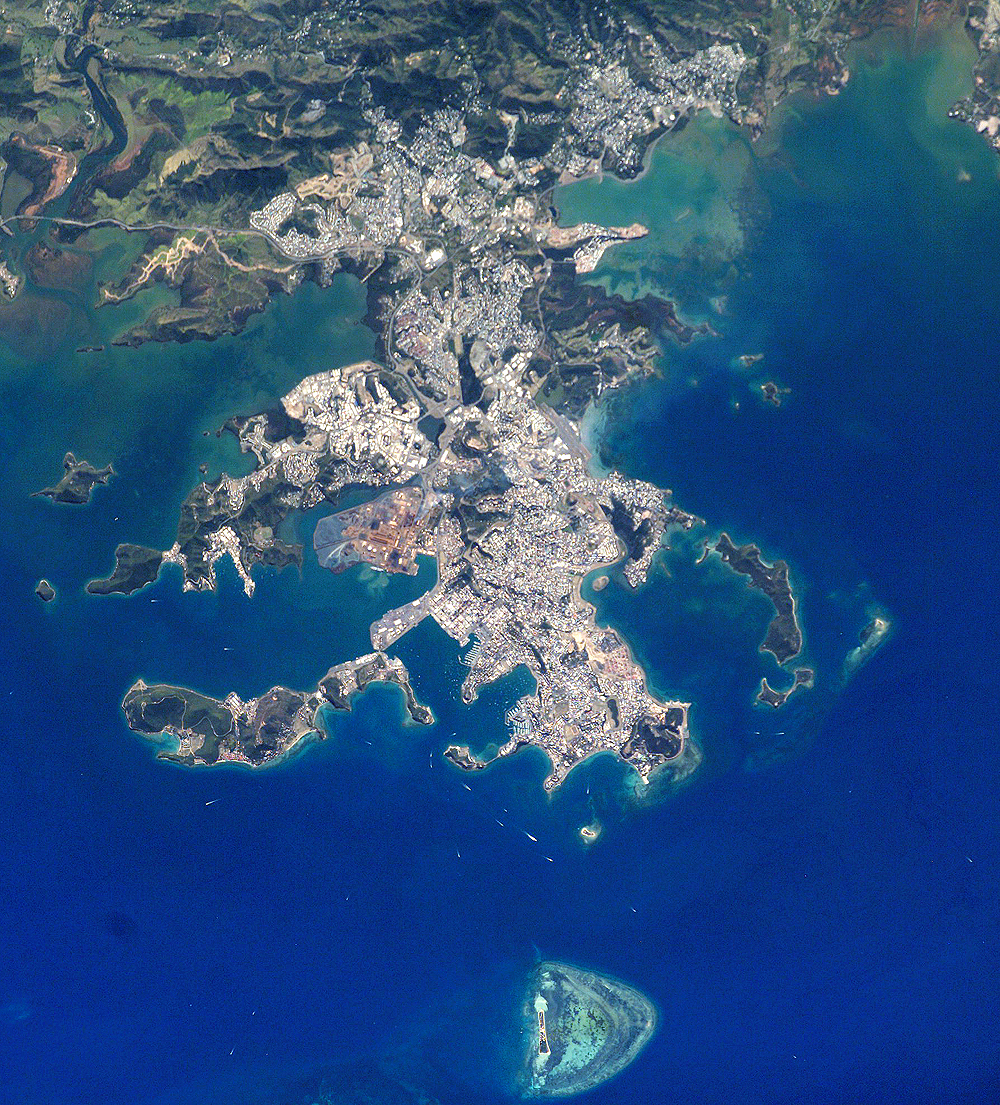
Nouméa gefotografeerd vanuit het Internationaal ruimtestation ISS. Met dank aan NASA.